# Il mio avventuriero
Il mio avventuriero (A Yank in the R.A.F.) è un film del 1941 diretto da Henry King.